# غاري غراي
غاري غراي (بالإنجليزية: Gary Gray)‏ (23 فبراير 1945 بفورت كوبو في الولايات المتحدة - ) هو لاعب كرة سلة أمريكي في مركز هجوم خلفي. لعب مع سينسناتي رويالز ‏.

## وصلات خارجية
- غاري غراي على موقع إن بي أي (الإنجليزية)
- غاري غراي على موقع سبورتس رفرنس (الإنجليزية)
- غاري غراي على موقع كلية كرة السلة في سبورتس رفرنس.كوم (الإنجليزية)
- غاري غراي على موقع ريلجم (الإنجليزية)
- غاري غراي على موقع بروبوليرز (الإنجليزية)